# 茨城県立歴史館

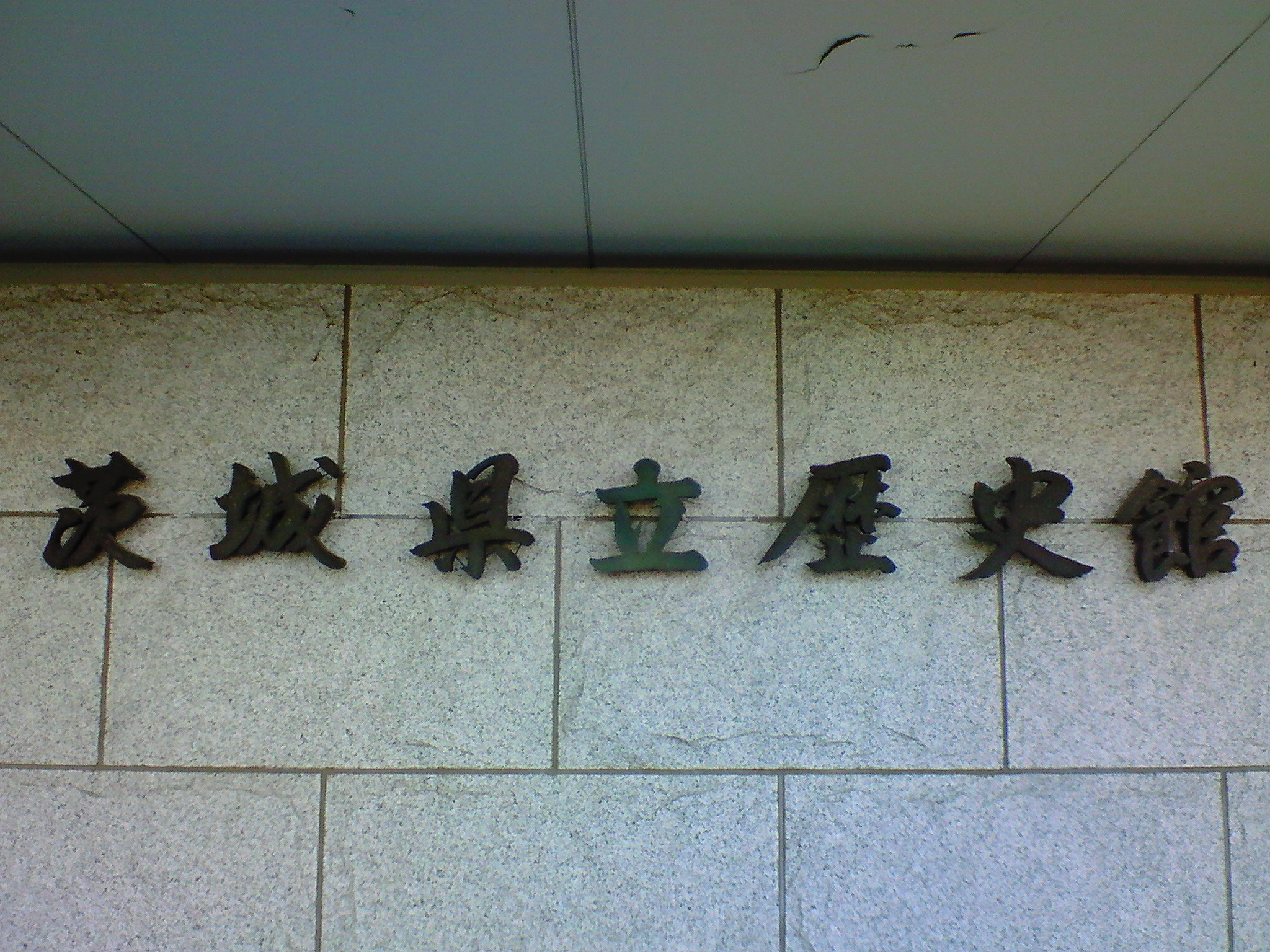
表札

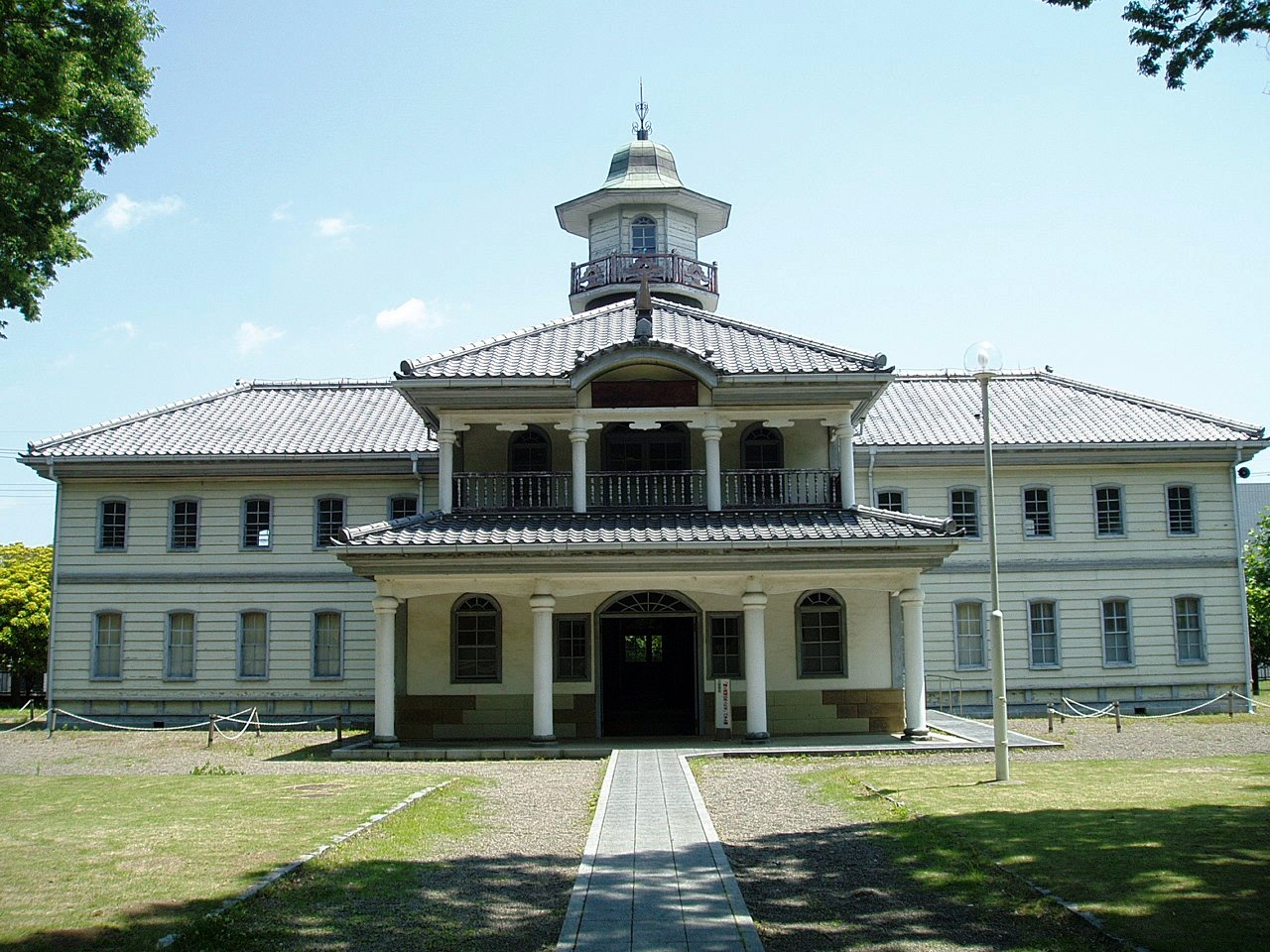
旧水海道小学校本館

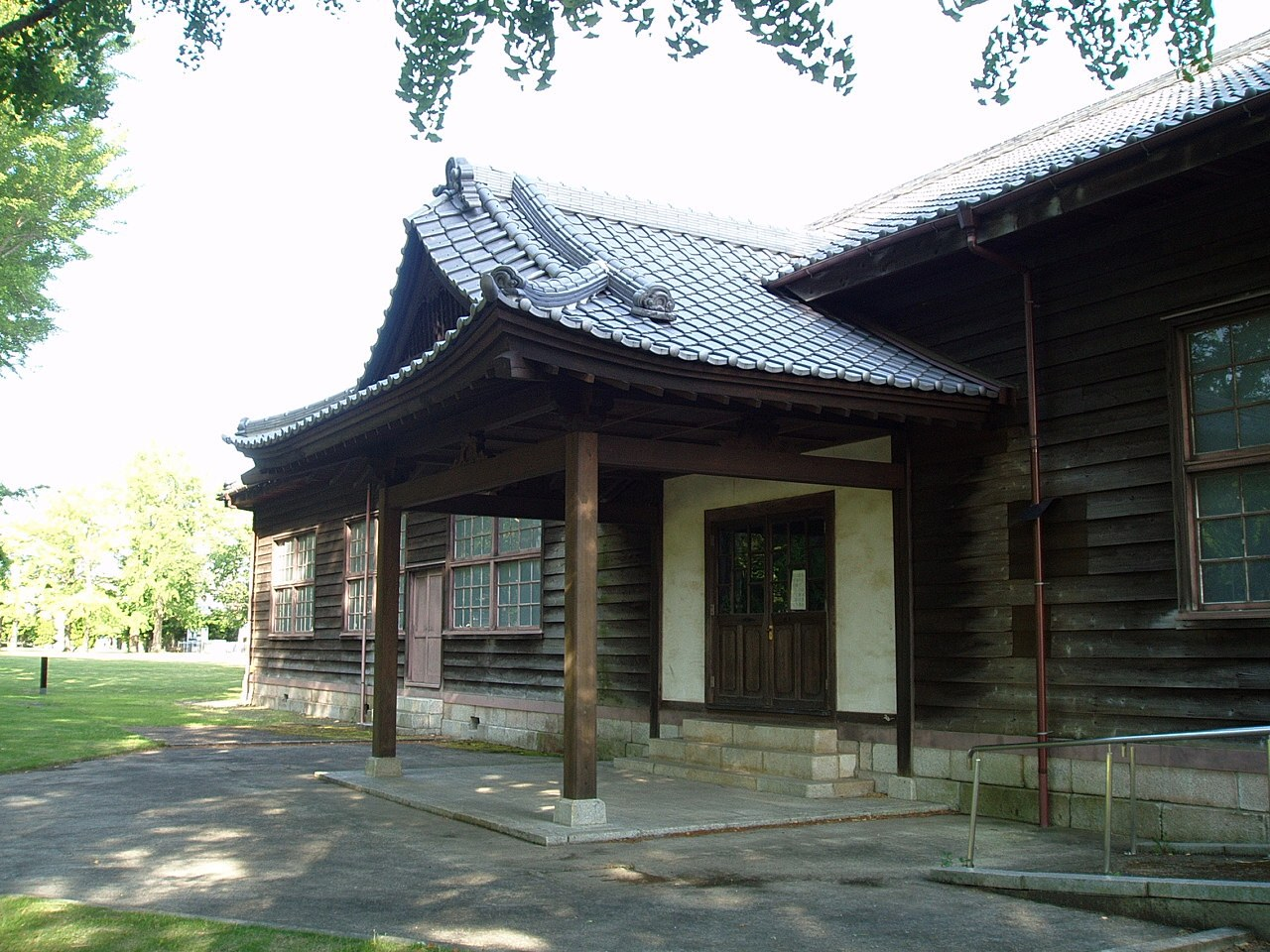
旧水戸農業高等学校本館

茨城県立歴史館（いばらきけんりつ れきしかん）は、日本の茨城県水戸市に所在する県立の歴史博物館である。1974年（昭和49年）9月3日設立。文書館部門と博物館部門からなる。

## 概要
茨城県の歴史についての「公共博物館」と「文書館」の機能を合わせ持つ施設として1973年（昭和48年）に茨城県庁において準備組織が設置、翌1974年（昭和49年）に開館した。旧茨城県立水戸農業高等学校の敷地に建設され、「旧水戸農業高等学校本館」が敷地内で保存されている。同年には第29回国民体育大会に出席するために来県した天皇、皇后の行幸先の一つにもなった。
茨城県の歴史に関連する資料を収集、整理、保存するとともに一般の利用者に提供し、各種展示事業を展開している。一橋徳川家からの寄贈を受けた資料、美術品、工芸品等多数の蔵書や品々をもとに一橋家記念室等も開設されている。偕楽園の北隣に位置するものの、利用者は比較的少なく、その存在すら知らない人もいるが、『茨城108景をめぐる』では「規模の大きさ、展示物の豊富さからすると一度見ておく価値は十分にある」と評している。

## 歴史

### 旧水海道小学校本館
旧水海道小学校本館（きゅう みつかいどうしょうがっこう ほんかん）は、木造2階建ての塔屋付擬洋風建築で、水海道市（現・常総市）から茨城県立歴史館へ寄贈・移築された歴史的建築物である。「水海道小学校玄関」名義、1958年（昭和33年）3月12日付で、茨城県の有形文化財に指定されている (cf. )。
水海道の豪商たちの寄付5千円などを建設資金とし、羽田美智子の義理の高祖父（彼女の5代前）である宮大工棟梁・羽田甚蔵（はだ じんぞう）によって設計・施工され、1881年（明治14年）に建設された。当時は近隣の村々から子供を親戚に預けて水海道小学校に通わせることが流行した。
1971年（昭和46年）に現在地に移され、館内では明治から昭和戦前期（第二次世界大戦前）までの教育資料や、日本最古級のグランドピアノ（スタインウェイ・アンド・サンズ社、1865年製）などが展示されている。
東日本大震災の際に内壁が崩落するなどの被害が生じたが、修復工事の後、2011年（平成23年）7月5日に再開した。

### 東日本大震災による被災
2011年（平成23年）3月11日に発生した東北地方太平洋沖地震では茨城県水戸市で震度6弱を記録した。来館者や職員に被害はなかったが、地震発生と同時に停電と断水が発生、文書・資料の落下・散乱、天井灯の落下、収蔵庫にあった土器、陶器、ガラス器の破損、旧水戸農業高等学校本館の玄関廂の崩落、旧水海道小学校本館内部の土壁の崩壊、旧茂木家住宅や茶室の損壊があった。
文書や資料は棚から落下するなどしたものの、破損したものはほとんどなく、2011年4月23日より開館を再開した。

## 所蔵文化財

### 重要文化財（国指定）
- 茨城県三昧塚古墳出土品[17]
  - 金銅馬形飾付透彫冠 1点
  - 金属製品 一括
  - 砥石 1点
  - 玉 7点
  - 竪櫛残欠 1点
  - 石棺 1組
  - 附 鉄製品残欠一括
  - 附 ガラス小玉残欠一括
  - 附 埴輪残欠 22点

茨城県行方市沖洲の三昧塚古墳出土品の一括である。なかでも金銅馬形飾付透彫冠は他に類例のない遺品として特筆される。
- 一橋徳川家関係資料 4,715点[19][20]
  - 文書・記録類 4,017点
  - 書画・典籍類 224点
  - 器物類 460点
  - 写真 14点

## 基本情報

### 収蔵資料
- 古文書 - 212,571点[2]。
- 歴史的公文書 - 67,370点[2]。
- 図書 - 60,550点[2]。
- 刊行物 - 58,395点[2]。

### 所在地
- 〒310-0034 茨城県水戸市緑町2-1-15